# Hồ Hart (Oregon)
Hồ Hart là một hồ nông tại thung lũng Warner thuộc miền đông quận Lake, Oregon, Hoa Kỳ. Hồ bao phủ diện tích 7.324 mẫu Anh (29,64 km2) và có mực nước ổn định nhất trong chuỗi hồ Warner. Nhiều khu đất quanh hồ Hart được quản lý bởi Cục quản lý đất đai (BLM) và Cục cá và động vật hoang dã Hoa Kỳ (FWS). Hồ và vùng đất ngập nước chung quanh là môi trường sống thuận lợi cho chim và các sinh vật khác. Các hoạt động giải trí trên và gần hồ Hart gồm săn bắt, câu cá, ngắm chim, và chèo thuyền.

## Địa lý

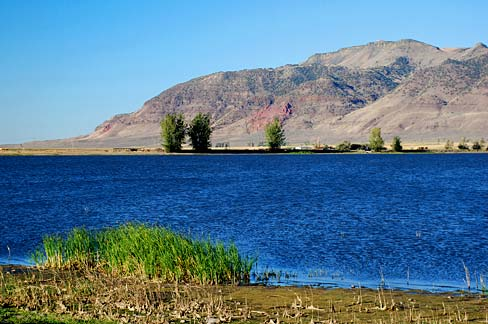
Hồ Hart và Núi Hart

Hồ Hart tọa lạc tại thung lũng Warner thuộc miền nam-trung Oregon. Đây là một hồ tự nhiên có diện tích bề mặt 7.324 mẫu Anh (29,64 km2), dài chừng 6,5 dặm (10,5 km) và rộng khoảng 2 dặm (3 km). Lượng mưa hằng năm tại lưu vực hồ trung bình từ 15 đến 25 inch (380 đến 640 mm). Thung lũng dài 60 dặm (97 km) và rộng 8 dặm (13 km). Phần lớn thung lũng thuộc quận Lake; tuy nhiên, phần phía bắc mở rộng khoảng 10 dặm (16 km) vào quận Harney.

### Thủy học
Toàn hồ có độ sâu trung bình 1,5 mét (4,9 ft) và độ sâu tối đa 3,4 mét (11 ft) khi lực nước bình thường. Phần sâu nhất là tại cực bắc hồ, còn phần phía nam tương đối nông. Hồ Hart không chỉ nhận nước tràn từ hồ Crump, và còn nhận dòng chảy liên tục từ lạch Honey. Kết quả, hồ Hart có mực nước ổn định nhất chuỗi hồ Warner. Nước tràn khi nước cao đều đổ vào hồ Anderson, ngay phía bắc hồ Hart.

## Sinh thái học
Ngoài quần thể cá, hồ Hart cung cấp môi trường sống độc đáo cho thực vật và động vật bên bờ hồ. Dốc mặt tây của núi Hart chạy dọc theo bờ đông của hồ. Vùng này thường là hoang mạc cao đất cây bụi với Artemisia tridentata và cỏ hoang mạc chiếm ưu thế. Vùng phía tây, nam, bắc chủ yếu là đồng cỏ và đầm lầy, các loài cỏ đầm lầy phổ biến dọc bờ hồ. Thêm vào đó, liễu, dương, anh đào hoang, và hồng dại được tìm thấy gần hồ. Hệ động vật địa phương gồm động vật hữu nhũ hoang mạc cao, chim định cư, và thủy cầm di cư.

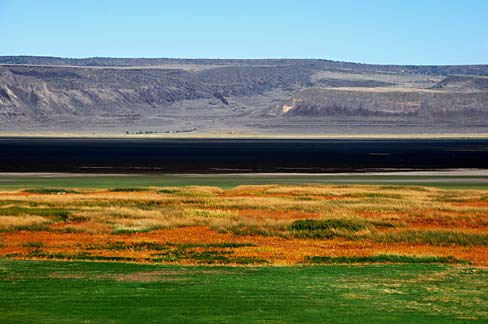
Các môi trường sống tự nhiên đa dạng quanh hồ Hart.

Các loài cá bản địa gồm Catostomus warnerensis, Gila bicolor, và Oncorhynchus mykiss newberrii. O. mykiss newberrii và các quần thể nhỏ của những loài cá khác cũng sống tại lạch Honey. Ngoài cá bản địa, Oncorhynchus mykiss (cá hồi vân), crappie (Pomoxis annularis và Pomoxis nigromaculatus), Micropterus dolomieu, và Ameiurus đã du nhập vào hồ. Các loài phi bản địa này đe dọa vài loài bản địa, chúng là lý do C. warnerensis được xem là "bị đe dọa". Một nghiên cứu năm 1996 ước tính toàn bộ số C. warnerensis trưởng thành trong hồ chỉ là 493 con. Để giúp bảo vệ và phục hồ quần thể cá trong hồ, Cục cá và động vật hoang dã Hoa Kỳ đã phát triển một dự án bảo tồn năm 1998.
42 loài động vật hữu nhũ sống tại các vùng quanh hồ Hart. Các loài phổ biến quanh bờ bồ và đầm lầy là gấu mèo (Procyon lotor), chồn hôi sọc (Mephitis mephitis), và chuột xạ hương (Ondatra zibethicus).
264 loài chim sống ở khu vực quanh hồ và dừng tại hồ khi di trú. Chim xây tổ gần hồ gồm sếu đồi cát, bồ nông trắng châu Mỹ, cốc mào đôi, dẽ Bắc Mỹ, dẽ nước Wilson, vịt cánh trắng, vịt mỏ thìa, sâm cầm Mỹ, chim lặn miền tây, chim lặn Clark, vạc, ngỗng Canada, vịt cổ xanh, cùng nhiều loại vịt và nhàn khác. Ngoài ra, cò quăm mặt trắng, diệc lớn, diệc xanh lớn, và cà kheo Mỹ cũng được tìm thấy tại đầm lầy và dọc bờ hồ. Phía bắc hồ, tại Warner Wetlands Interpretive Site, có một trạm bảo vệ quan sát chim của Cục quản lý đất đai, nơi vạc rạ Mỹ, cà kheo cổ đen, mòng két nâu vàng, thiên nga nhỏ, hoét Brewer, chiền chiện miền tây, và nhiều loài én thường xuyên được quan sát.